# Модрень
Модрень, Модрені (рум. Modreni) — село у повіті Бузеу в Румунії. Входить до складу комуни Валя-Салчієй.
Село розташоване на відстані 131 км на північний схід від Бухареста, 38 км на північ від Бузеу, 93 км на захід від Галаца, 97 км на схід від Брашова.

## Населення
За даними перепису населення 2002 року у селі проживали 359 осіб, усі — румуни. Усі жителі села рідною мовою назвали румунську.